# 에빅 엔비온
에빅 엔비온(영어: AVIC ENVYON)은 2017년부터 2018년까지 중항AVIC자동차유한책임공사에서 제작하고 한신자동차에서 수입했던 전기버스이다. 경쟁 차종으로는 현대 일렉시티와 우진산전 아폴로 1100, 하이거 하이퍼스가 있었다.

## 개요
한국화이바 프리머스와 더불어 버스 차종 중 유일하게 뒷유리가 없다.

## 운행하는 회사
- 선진버스[1]